# Гладких, Василий Иванович
Василий Иванович Гладких (2 мая 1945, Украинская ССР, СССР — 20 февраля 2022, Кривой Рог, Днепропетровская область) — советский футболист, полузащитник.

## Биография
Родился 2 мая 1945 года.
В 1965 году вошёл в состав криворожского клуба «Горняк», который в 1966 году был переименован в «Кривбасс». В составе клуба победил в первенстве второй лиги 1971 года. После окончания сезона-1972 объявил о завершении карьеры. Получил пожизненный абонемент на посещение стадиона «Металлург».
Умер 20 февраля 2022 года в городе Кривой Рог.

## Достижения
- Чемпион УССР (1): 1971.